# Стара Корниця
Стара Корниця (пол. Stara Kornica) — село в Польщі, у гміні Стара Корниця Лосицького повіту Мазовецького воєводства. Населення — 1167 осіб (2011).

## Історія
1578 року вперше згадується православна церква в селі.
За даними етнографічної експедиції 1869—1870 років під керівництвом Павла Чубинського, у селі Корниця переважно проживали греко-католики, які розмовляли українською мовою. 1872 року місцева греко-католицька парафія налічувала 1731 вірянина.
У 1928—1932 роки польська влада в рамках великої акції руйнування українських храмів на Холмщині і Підляшші знищила місцеву православну церкву.
У 1975—1998 роках село належало до Білопідляського воєводства.

## Населення
Демографічна структура станом на 31 березня 2011 року:
|          | Загалом | Допрацездатний вік | Працездатний вік | Постпрацездатний вік |
| -------- | ------- | ------------------ | ---------------- | -------------------- |
| Чоловіки | 571     | 117                | 384              | 70                   |
| Жінки    | 596     | 119                | 332              | 145                  |
| Разом    | 1167    | 236                | 716              | 215                  |

## Особистості

### Народилися
- Микола Янчук (1859—1921) — український етнограф і письменник.